# Live at the Regal
| 전문가 평가                         | 전문가 평가 |
| 평가 점수                           | 평가 점수   |
| 출처                                | 점수        |
| ----------------------------------- | ----------- |
| AllMusic                            | [ 1 ]       |
| The Rolling Stone Jazz Record Guide | [ 2 ]       |
| MusicHound Blues                    | [ 3 ]       |
| Encyclopedia of Popular Music       | [ 4 ]       |

《Live at the Regal》은 1965년 미국의 블루스 기타리스트 겸 가수 B.B. 킹의 라이브 음반이다. 1964년 11월 21일 시카고 리갈 시어터에서 녹음되었다. 이 음반은 지금까지 녹음된 가장 위대한 블루스 음반 중 하나로 널리 알려졌으며 《롤링 스톤》의 역사상 가장 위대한 음반 500장에서 141위를 차지했다. 2005년에, 《Live at the Regal》은 미국 의회도서관에 있는 내셔널 레코딩 레지스트리에서 영구 보존을 위해 선정되었다.
에릭 클랩튼, 존 메이어, 마크 노플러를 포함한 일부 음악가들은 공연 전에 이 음반을 프라이머로 사용했음을 인정했다.

## 녹음 및 구성
《Live at the Regal》은 1964년 11월 21일 시카고의 리갈 시어터에서 녹음되었는데, 킹은 "이전에 수백 번 연주했다"고 주장했다. 킹의 백 밴드는 피아노의 듀크 제스로, 베이스의 레오 로치, 트럼펫의 케네스 샌즈, 테너 색소폰의 조니 보드와 바비 포테, 드럼의 소니 프리먼으로 구성되었다. 원래 제스로가 오르간을 연주할 예정이었으나, 그의 오르간이 깨진 후 킹은 제스로에게 피아노를 연주하라고 지시했다. 제스로가 피아노를 칠 줄 모른다고 말하자, 킹은 "글쎄, 그냥 앉아서 시늉이나 해. 어쨌든 그건 네가 대부분의 시간을 그렇게 하는 거야."라고 대답했다.

## 곡 목록
| #   | 제목                                  | 작사·작곡                  | 재생 시간 |
| --- | ------------------------------------- | -------------------------- | --------- |
| 1.  | 〈Every Day I Have the Blues〉        | 멤피스 슬림                | 2:38      |
| 2.  | 〈Sweet Little Angel〉                | B.B. 킹, 줄스 타우브       | 4:12      |
| 3.  | 〈It's My Own Fault〉                 | 존 리 후커                 | 3:29      |
| 4.  | 〈How Blue Can You Get?〉             | 제인 페더                  | 3:44      |
| 5.  | 〈Please Love Me〉                    | 킹, 타우브                 | 3:01      |
| 6.  | 〈You Upset Me Baby〉                 | 조 조세아, 맥스웰 데이비스 | 2:22      |
| 7.  | 〈Worry, Worry〉                      | 데이비스 플럼버, 타우브    | 6:24      |
| 8.  | 〈Woke Up This Mornin'〉              | 킹                         | 1:45      |
| 9.  | 〈You Done Lost Your Good Thing Now〉 | 킹, 조세아                 | 4:16      |
| 10. | 〈Help the Poor〉                     | 찰리 싱글턴                | 2:58      |